# Erica Carlson
Erica Carlson (ur. 4 sierpnia 1981 w Trollhättan) – szwedzka aktorka, znana z roli Jessiki w Szwedzkim filmie Fucking Åmål.
Wybrana filmografia:
- 1998 - Fucking Åmål jako Jessika
- 2001 - Humorlabbet jako Lizette
- 2005 - Tjenare kungen w roli siostry Abry
- 2010 - Puss w roli Anny